# 選手村
選手村（せんしゅむら、Olympic Village）は、オリンピック大会で選手・役員などが寝泊りする場所のことである。最近ではカラオケができたり、インターネットカフェがあったり、或いは地球環境問題に配慮した設計にするなど単なる宿舎ではなくなりつつある。
訳語としては他にも「オリンピック村」がある。ここでの村は英語のvillageの訳であり、村（村落）という意味ではなくtemporary community(一時的な共同体)である。実際は小さいとはいえ、宿泊者数は選手と選手団役員合わせて1万人を超えるなど都市の実体を持っている。

## 歴史・概要
選手村は1924年のパリ五輪から始められた。主催者は、選手たちを同じ屋根の下に集める構想に基づき、質素な木造の小屋からなる選手村を作り上げた。この小屋は閉幕後すぐに取り壊されたが、現在では若干の改修をして公営住宅等に転用されるケースが多く、部屋の造りなども転用を見越した設計となっている。
正式に選手村として施設が使用されたのは、1932年のロサンゼルス五輪が最初である。ただし、当時は男子のみ宿泊が可能であり、女子にはホテルが提供されていた。1948年のロンドン五輪から女子も利用できるようになった。
1972年9月5日のミュンヘンオリンピック事件を機に、厳重な警備が敷かれるようになった。アクレディテーションカード（関係者証）を提示しないと、たとえ組織委員会委員であっても入場は拒否される。
イベントとしては、開村式・入村式（ウェルカムセレモニー）がおこなわれる。
なお、少なくとも2012年のロンドン五輪においてはIOCが団体に認める選手枠外の「交代要員」は選手団に含まれないため、選手村に入ることは不可能だった。

### 食堂
オリンピックの場合、選手村の食堂は大会期間中は24時間営業で無料で食事の提供を行う。主催国の料理のほか、出場する各国選手に配慮した料理が提供される。なお、食事の質や量に不満を持つ国によっては、母国から料理人を呼び寄せるケースも存在する。

## 日本国内にあった選手村
- 東京オリンピック（夏季・1964年）東京都渋谷区神園町（現：代々木神園町）。全面返還された在日米軍施設であるワシントンハイツ内の独身士官向け宿舎を選手村の本村（代々木選手村）として整備し、他に自転車競技の八王子選手村、カヌーの相模湖選手村、セーリングの大磯選手村、総合馬術の軽井沢選手村の計4か所の分村が開村された。代々木選手村は大会終了後に再整備されて代々木公園として開園した[10]。
- 札幌オリンピック（冬季・1972年）北海道札幌市南区真駒内緑町、現・五輪団地
- 広島・アジア競技大会（夏季・1994年）広島県広島市佐伯区・安佐南区　現・ひろしま西風新都
- 長野オリンピック（冬季・1998年）長野県長野市川中島町今井、現・今井ニュータウン（市営住宅）
- 東京オリンピック（夏季・2020年）東京都中央区晴海

かつて東京国際見本市会場があった場所に整備され、大会終了後は「HARUMI FLAG」の名称でマンションに改築・改修され、全24棟・5632戸・12000人程度が居住する高級マンション群として生まれ変わり、2023年から随時入居が開始される予定である。

## 日本国内に予定されている選手村
- 名古屋アジア競技大会（夏季・2026年）愛知県名古屋市港区

初代・名古屋競馬場敷地を再開発する。名古屋競馬場は弥富市にある現・弥冨トレーニングセンター（競馬場改修後の名称未定）に移転する予定である。
大会終了後は素案としてアリーナなどの運動公園や、研究施設などの整備も検討されている。